# Домбалян, Зармик Арутовна
Зармик Арутовна Домбалян (1925 год, село Хеивани, Гагрский район, Абхазская АССР, Грузинская ССР) — звеньевая колхоза имени Ворошилова Гагрского района Абхазской ССР, Грузинская ССР. Герой Социалистического Труда (1949).

## Биография
Родилась в 1925 году в крестьянской семье в селе Хеивани Гагрского района Абхазской АССР.
Окончила местную школу. С начала 1940-х годов трудилась рядовой колхозницей, звеньевой на табачной плантации в колхозе имени Ворошилова Гагрского района.
В 1948 году звено под руководством Зармик Домбалян собрало табачного листа сорта «Самсун» № 27 в среднем с каждого гектара по 20,3 центнера на участке площадью 3,1 гектара. Указом Президиума Верховного Совета СССР от 5 августа 1949 года удостоена звания Героя Социалистического Труда за «получение высоких урожаев кукурузы и табака в 1948 году» с вручением ордена Ленина и золотой медали «Серп и Молот».
После выхода на пенсию проживала в селе Хеивани.